# Championnat panaméricain féminin de handball 2009
Navigation
Rép. dominicaine 2007 Brésil 2011
Le 10e Championnat panaméricain féminin de handball s'est déroulé au Chili, à Santiago, du 23 au 27 juin 2009.
La compétition est remportée par l'Argentine, vainqueur en finale du Brésil après prolongation. Le Chili doit également passer par une prolongation pour obtenir la médaille de bronze. Ces trois équipes sont qualifiées pour le Championnat du monde 2009.

## Présentation

### Qualifications
Les six premières équipes de l'édition précédente sont qualifiées pour la compétition, : Brésil, Argentine, République dominicaine, Paraguay, Uruguay et Canada (qui sera finalement forfait).
Les deux dernières équipes sont passées par la phase qualification, : le Mexique et le Chili ont ainsi devancé Porto Rico et les États-Unis. Cuba a déclaré forfait.

### Déroulement de la compétition
Chaque équipe affronte les autres de son groupe. Les deux premières équipes de chaque poule sont qualifiées pour les demi-finales, le premier du groupe A affrontant le second du groupe B et vice-versa. Les autres équipes jouent une poule de classement.

## Phase de poule

### Groupe A
|   | Équipe   | Pts | J | G | N | P | Bp  | Bc | Diff |
| - | -------- | --- | - | - | - | - | --- | -- | ---- |
| 1 | Brésil   | 6   | 3 | 3 | 0 | 0 | 110 | 46 | 64   |
| 2 | Chili    | 4   | 3 | 2 | 0 | 1 | 83  | 93 | -10  |
| 3 | Mexique  | 2   | 3 | 1 | 0 | 2 | 58  | 72 | -14  |
| 4 | Paraguay | 0   | 3 | 0 | 0 | 3 | 56  | 96 | -40  |

| 23 juin 15h00 | Brésil | 30 – 13 | Mexique | Centro de Entrenamiento Olímpico, Santiago |
| 23 juin 15h00 | (17–7) |         |         | Centro de Entrenamiento Olímpico, Santiago |

| 23 juin 20h15 | Chili   | 34 – 30 | Paraguay | Centro de Entrenamiento Olímpico, Santiago |
| 23 juin 20h15 | (17–12) |         |          | Centro de Entrenamiento Olímpico, Santiago |

| 24 juin 16h00 | Brésil | 36 – 11 | Paraguay | Centro de Entrenamiento Olímpico, Santiago |
| 24 juin 16h00 | (18–5) |         |          | Centro de Entrenamiento Olímpico, Santiago |

| 24 juin 20h00 | Chili   | 27 – 19 | Mexique | Centro de Entrenamiento Olímpico, Santiago |
| 24 juin 20h00 | (13–10) |         |         | Centro de Entrenamiento Olímpico, Santiago |

| 25 juin 16h00 | Mexique | 26 – 15 | Paraguay | Centro de Entrenamiento Olímpico, Santiago |
| 25 juin 16h00 | (14–7)  |         |          | Centro de Entrenamiento Olímpico, Santiago |

| 25 juin 20h00 | Chili   | 22 – 44 | Brésil | Centro de Entrenamiento Olímpico, Santiago |
| 25 juin 20h00 | (10–25) |         |        | Centro de Entrenamiento Olímpico, Santiago |

### Groupe B
|   | Équipe           | Pts | J | G | N | P | Bp | Bc | Diff |
| - | ---------------- | --- | - | - | - | - | -- | -- | ---- |
| 1 | Argentine        | 4   | 2 | 2 | 0 | 0 | 53 | 48 | 5    |
| 2 | Rép. dominicaine | 1   | 2 | 0 | 1 | 1 | 38 | 45 | -7   |
| 3 | Uruguay          | 1   | 2 | 0 | 1 | 1 | 42 | 50 | -8   |

| 23 juin 17h00 | Rép. dominicaine | 21 – 21 | Uruguay | Centro de Entrenamiento Olímpico, Santiago |
| 23 juin 17h00 | (10–12)          |         |         | Centro de Entrenamiento Olímpico, Santiago |

| 24 juin 18h00 | Argentine | 29 – 21 | Uruguay | Centro de Entrenamiento Olímpico, Santiago |
| 24 juin 18h00 | (14–7)    |         |         | Centro de Entrenamiento Olímpico, Santiago |

| 25 juin 18h00 | Rép. dominicaine | 17 – 24 | Argentine | Centro de Entrenamiento Olímpico, Santiago |
| 25 juin 18h00 | (7–14)           |         |           | Centro de Entrenamiento Olímpico, Santiago |

## Phase finale
|  | Demi-finales     | Demi-finales |                        |      | Finale | Finale |
|  | Demi-finales     | Demi-finales |                        |      | Finale | Finale |
|  |                  |              |                        |      |        |        |
|  |                  |              |                        |      |        |        |
|  |                  |              |                        |      |        |        |
|  | Argentine        | 34           |                        |      |        |        |
|  | Argentine        | 34           |                        |      |        |        |
|  | Chili            | 11           |                        |      |        |        |
|  | Chili            | 11           | Argentine              | 26ap |        |        |
|  |                  |              | Argentine              | 26ap |        |        |
|  |                  | Brésil       | 25                     |      |        |        |
|  | Brésil           | Brésil       | 25                     | 38   |        |        |
|  | Brésil           |              |                        | 38   |        |        |
|  | Rép. dominicaine | 12           |                        |      |        |        |
|  | Rép. dominicaine | 12           | Match pour la 3e place |      |        |        |
|  |                  |              |                        |      |        |        |
|  |                  |              |                        |      |        |        |
|  |                  |              |                        |      |        |        |
|  | Chili            | 34ap         |                        |      |        |        |
|  | Chili            | 34ap         |                        |      |        |        |
|  | Rép. dominicaine | 30           |                        |      |        |        |
|  | Rép. dominicaine | 30           |                        |      |        |        |

### Demi-finales
| 26 juin 18h00 | Brésil  | 38 – 12 | Rép. dominicaine | Centro de Entrenamiento Olímpico, Santiago |
| 26 juin 18h00 | (15–10) |         |                  | Centro de Entrenamiento Olímpico, Santiago |

| 26 juin 20h00 | Chili  | 11 – 34 | Argentine | Centro de Entrenamiento Olímpico, Santiago |
| 26 juin 20h00 | (6–20) |         |           | Centro de Entrenamiento Olímpico, Santiago |

### Match pour la3eplace
| 27 juin 17h45 | Rép. dominicaine | 30 – 34 (ap) | Chili | Centro de Entrenamiento Olímpico, Santiago |
| 27 juin 17h45 | (11–13, 23–23)   |              |       | Centro de Entrenamiento Olímpico, Santiago |
| 27 juin 17h45 | Prol. : 4–4, 3–7 |              |       | Centro de Entrenamiento Olímpico, Santiago |

### Finale
| 27 juin 19h45 | Brésil        | 25 – 26 (ap) | Argentine | Centro de Entrenamiento Olímpico, Santiago |
| 27 juin 19h45 | (9–12, 23–23) |              |           | Centro de Entrenamiento Olímpico, Santiago |
| 27 juin 19h45 | Prol. : 2–3   |              |           | Centro de Entrenamiento Olímpico, Santiago |

## Poule de classement 5 à 7
|   | Équipe   | Pts | J | G | N | P | Bp | Bc | Diff |
| - | -------- | --- | - | - | - | - | -- | -- | ---- |
| 5 | Mexique  | 3   | 2 | 1 | 1 | 0 | 49 | 38 | 11   |
| 6 | Uruguay  | 3   | 2 | 1 | 1 | 0 | 51 | 47 | 4    |
| 7 | Paraguay | 0   | 2 | 0 | 0 | 2 | 39 | 54 | -15  |

| 25 juin 16h00 | Mexique | 26 – 15 | Uruguay | Centro de Entrenamiento Olímpico, Santiago |
| 25 juin 16h00 | (14–7)  |         |         | Centro de Entrenamiento Olímpico, Santiago |

Le résultat de la phase de poule est conservé.
| 26 juin 16h00 | Uruguay | 28 – 24 | Paraguay | Centro de Entrenamiento Olímpico, Santiago |
| 26 juin 16h00 | (14–9)  |         |          | Centro de Entrenamiento Olímpico, Santiago |

| 27 juin 15h45 | Mexique | 23 – 23 | Uruguay | Centro de Entrenamiento Olímpico, Santiago |
| 27 juin 15h45 | (10–11) |         |         | Centro de Entrenamiento Olímpico, Santiago |

## Classement final
| Rang                         | Équipe           |
| ---------------------------- | ---------------- |
| Médaille d'or, Amérique      | Argentine        |
| Médaille d'argent, Amérique  | Brésil           |
| Médaille de bronze, Amérique | Chili            |
| 4                            | Rép. dominicaine |
| 5                            | Mexique          |
| 6                            | Uruguay          |
| 7                            | Paraguay         |

Les trois premières équipes sont qualifiées pour le Championnat du monde 2009.

## Statistiques et récompenses

### Meilleures marqueuses
- Meilleure marqueuse :  Fabiana Aluan, 34 buts

### Équipe-type
| Poste            | Joueuse                 |
| ---------------- | ----------------------- |
| Gardienne de but | Valentina Kogan         |
| Ailière droite   | Alexandra do Nascimento |
| Arrière droite   | Fabiana Aluan           |
| Demi-centre      | Silvana Totolo          |
| Arrière gauche   | Damaris Bencomo         |
| Ailière gauche   | Fernanda da Silva       |
| Pivot            | Antonela Mena           |

## Effectif
L'effectif d'Argentine, champion panaméricain, est :
- Valentina Kogan
- Nadia Bordón
- Luciana Mendoza
- Victoria Crivelli
- Noelia Sala
- Antonela Mena
- Carolina Roses
- Natacha Melillo
- Valeria Bianchi
- Carla Simonato
- Silvana Tótolo
- Pilar Romero
- Magda Decilio
- Bibiana Ferrea
- Lucía Haro
- Amelia Bellotti